# Tyniewicze Małe
Tyniewicze Małe – wieś w Polsce położona w województwie podlaskim, w powiecie hajnowskim, w gminie Narew.

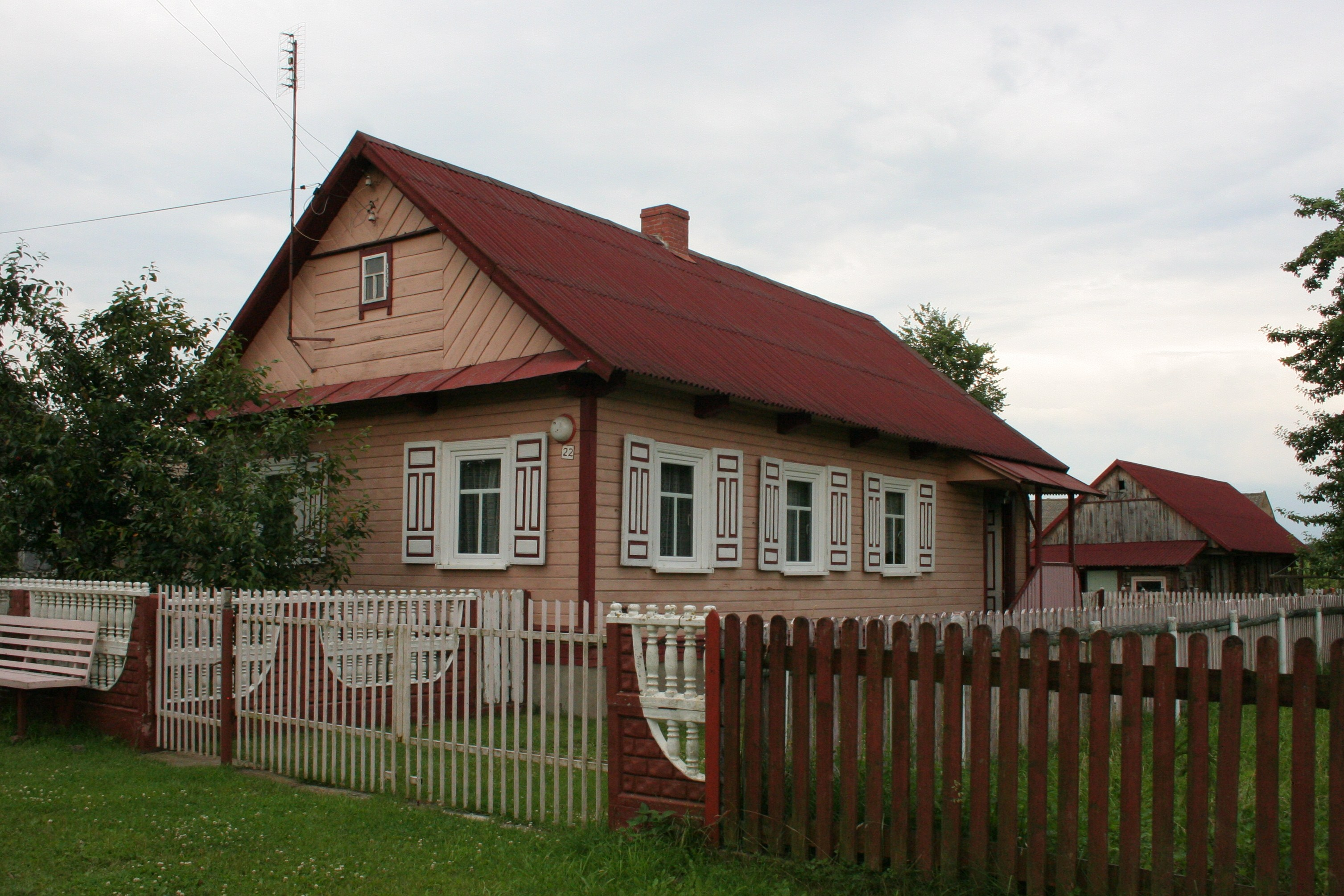
Zabytkowy dom

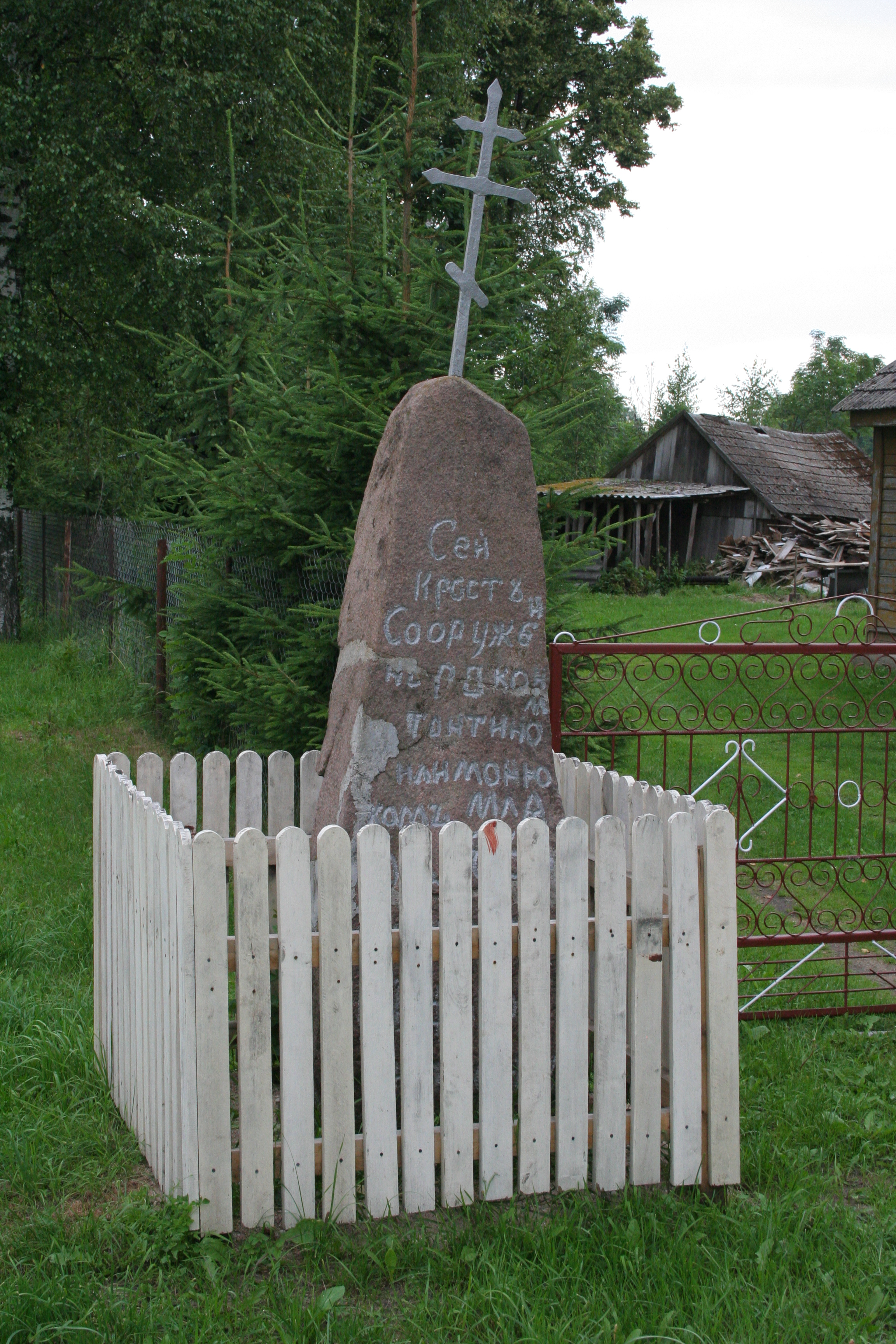
Krzyż z cyrylicznymi inspiracjami

Wieś królewska w starostwie narewskim w ziemi bielskiej województwa podlaskiego w 1795 roku. 
Według Pierwszego Powszechnego Spisu Ludności, przeprowadzonego w 1921 roku, Tyniewicze Małe były wsią liczącą 29 domów i zamieszkałą przez 131 osób (67 kobiet i 64 mężczyzn). Większość mieszkańców miejscowości, w liczbie 125 osób, zadeklarowała wówczas białoruską przynależność narodową oraz wyznanie prawosławne, pozostałych 6 mieszkańców podała wyznanie mojżeszowe i narodowość żydowską.
W latach 1975–1998 miejscowość administracyjnie należała do województwa białostockiego.
Prawosławni mieszkańcy wsi przynależą do parafii św. Ewangelisty Łukasza w Tyniewiczach Dużych, a wierni kościoła rzymskokatolickiego do parafii Wniebowzięcia Najświętszej Maryi Panny i św. Stanisława Biskupa i Męczennika w Narwi.